# Mīrakī
Mīrakī (persiska: ميركی) är en ort i Iran.   Den ligger i provinsen Kurdistan, i den nordvästra delen av landet, 400 km väster om huvudstaden Teheran. Mīrakī ligger 1 885 meter över havet och antalet invånare är 687.
Terrängen runt Mīrakī är huvudsakligen platt, men västerut är den kuperad.Runt Mīrakī är det ganska tätbefolkat, med 58 invånare per kvadratkilometer. Mīrakī är det största samhället i trakten. Trakten runt Mīrakī består i huvudsak av gräsmarker.